# Арсенат серебра(I)
Арсенат серебра(I) — Ag3AsO4, неорганическое соединение, серебряная соль мышьяковой кислоты. Твёрдые, тёмно-коричневые кубические кристаллы. Нерастворим в воде (ПР = 1,0⋅10−22), растворим в растворах кислот и водном растворе аммиака.

Образуется в виде характерного осадка при действии на раствор арсенатов водорастворимых солей серебра:
{\displaystyle {\mathsf {3AgNO_{3}+Na_{2}HAsO_{4}=Ag_{3}AsO_{4}\downarrow +2NaNO_{3}+HNO_{3}}}}
Данная реакция является качественной на арсенат-ион.
Арсенат серебра ядовит и, вероятно, канцерогенен (как и сам мышьяк).